# Rondeau (Verslehre)

Rondel und Rondeau

Das Rondeau ist in der französischen Verslehre eine Gedichtform mit mindestens 8, meist aber 10 oder 13 acht- bis elfsilbigen Versen und nur zwei Reimen. Das Gedicht besteht aus drei Versgruppen, wobei die Anfangsworte des ersten Verses nach der zweiten Gruppe und am Ende als ungereimter Refrain (franz. rentrement) wiederholt werden. Zählt man die rentrements mit, so hat das Rondeau 12 oder 15 Zeilen. Das Reimschema ist in der 15-zeiligen Form
[aabba aabR aabbaR],
dabei bezeichnet R den Refrain. Das Reimschema der 13-zeiligen Form ist
[abba abR abbaR].
Als Beispiel ein Rondeau von Georg Rodolf Weckherlin (An den hofe):
| Glück zu, du hof und du hofleben, da wenig trauben und vil reben, da weder wahrheit, treu, noch zucht, des prachts, lists und betrugs erbsucht, mit schalkheit und thorheit verweben. du hof an dem die sünden kleben, mit allen lastern rund umgeben, du nest der trägheit und unzucht glück zu. dein mund ist mild, dein herz darneben, stets falsch, will wankelbar umschweben, du hast vil hofnung, wenig frucht; darum von dir nem ich die flucht, und sag dir, freiend jetzt mein leben: glück zu. | a a b a b R a b a R |

## Entwicklung
Rondeau bezeichnet im weiteren Sinn eine ganze Gruppe verwandter Gedichtformen, zu denen auch Triolett, Rondel und Roundel gehören, die sämtlich aus mittelalterlichen französischen Liedformen (rondets oder rondets de carole) entstanden sind. Ab der Renaissance nahmen die musikalischen und die literarischen Formen eine getrennte Entwicklung und als klassische Gedichtform etablierte sich das 15-zeilige Rondeau. Beispiele sind François Villons Mort, j'appelle de ta rigeur und Clément Marots Au bon vieulx temps. Hier das Gedicht von Villon als Beispiel der 13-zeiligen Form:
Mort, j’appelle de ta rigueur,

Qui m’as ma maistresse ravie,

Et n’es pas encore assouvie,

Se tu ne me tiens en langueur.

Onc puis n’euz force ne vigueur ;

Mais que te nuysoit-elle en vie,

Mort ?

Deux estions, et n’avions qu’ung cueur ;

S’il est mort, force est que devie,

Voire, ou que je vive sans vie,

Comme les images, par cueur,

Mort !
Im 16. Jahrhundert verschwand das Rondeau vorübergehend, wurde dann aber im 17. Jahrhundert von den Preziösen und vor allem Vincent Voiture wieder verwendet. Im 19. Jahrhundert wurde die Form von Théodore de Banville wiederbelebt. Dessen Muster wurde dann von englischen Dichtern wie Henry Austin Dobson, Edmund Gosse, William Ernest Henley, Ernest Dowson, Thomas Hardy und Robert Bridges übernommen und in Amerika von Paul Laurence Dunbar (We Wear the Mask).
Das sicherlich bekannteste Rondeau und eines der (zumindest im angelsächsischen Raum) bekanntesten Gedichte überhaupt ist In Flanders Fields des Kanadiers John McCrae, in dem dieser 1915 seine Trauer über im Weltkrieg gefallene Kameraden verarbeitete:
In Flanders fields the poppies blow

Between the crosses, row on row,

That mark our place; and in the sky

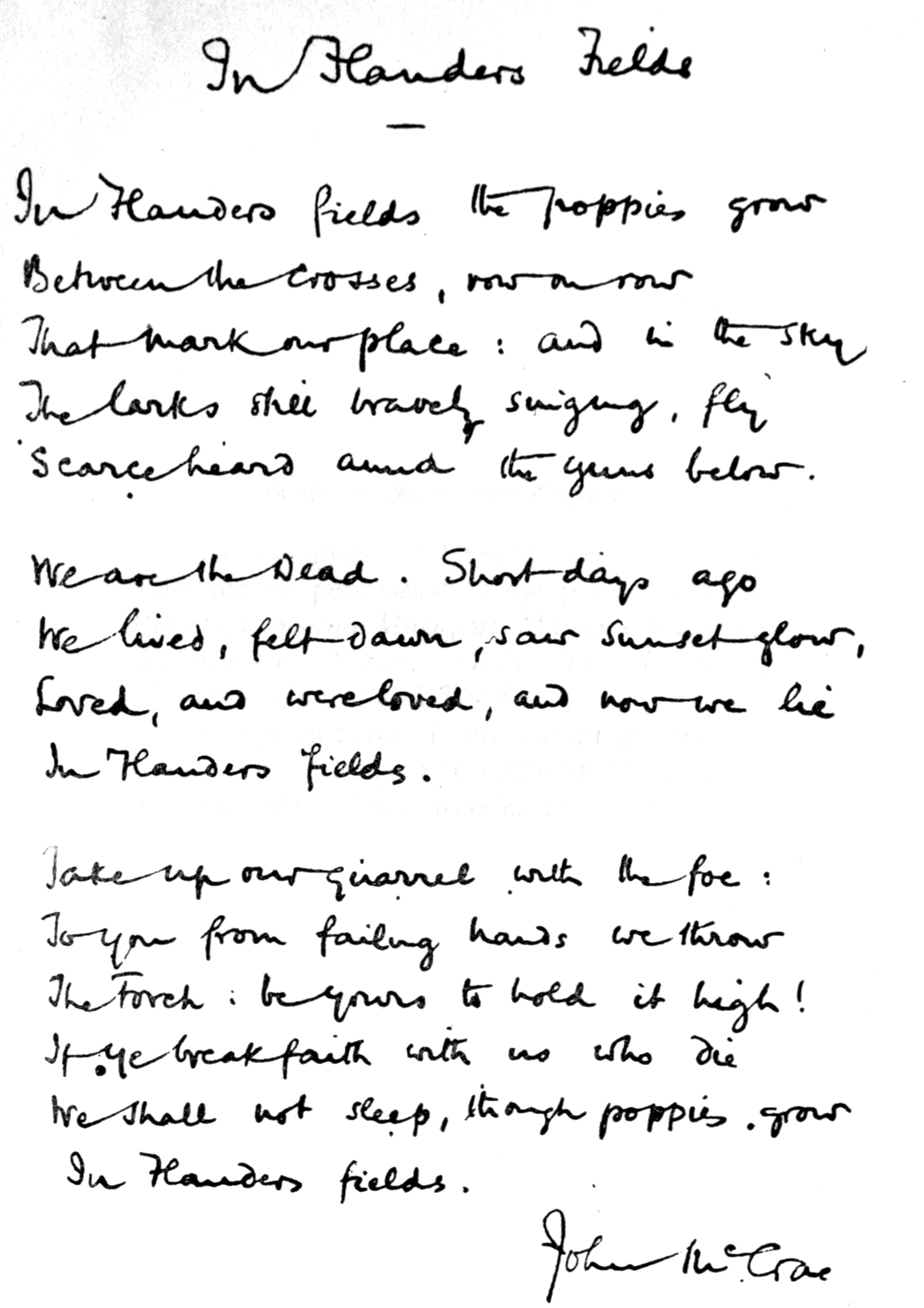
In Flanders Fields, Autograph von John McCrae

The larks, still bravely singing, fly

Scarce heard amid the guns below.

We are the dead. Short days ago

We lived, felt dawn, saw sunset glow,

Loved, and were loved, and now we lie

In Flanders fields.

Take up our quarrel with the foe:

To you from failing hands we throw

The torch; be yours to hold it high.

If ye break faith with us who die

We shall not sleep, though poppies grow

In Flanders fields.
Das Gedicht war so populär, dass die in der ersten Zeile genannten, auf den flandrischen Gräberfeldern blühenden poppies (Klatschmohn) zum Symbol wurden und am Remembrance Day, dem 11. November, im Knopfloch getragen wurden und werden (Remembrance Poppy), weshalb der Tag auch Poppy Day genannt wird. 2001 erschien das Gedicht auf der kanadischen 10-Dollar-Note.
In der deutschen Dichtung erscheinen Nachbildungen der französischen Form ab dem 16. Jahrhundert und vor allem dann bei den Barockdichtern, neben Weckherlin ist hier Johann Fischart, Justus Georg Schottelius, Johann Klaj und Philipp von Zesen zu nennen. Die deutschen Namen der Form wechseln: Ringelgedicht, Ringel-Ode, Ringelreimung, Rundum, Rundreim und Serpentinum Carmen („Schlangengedicht“). Die von dem Anakreontiker Johann Nikolaus Götz als Rondeau bezeichneten Gedichte allerdings sind eigentlich der Form nach Rondels. Auch die in diesem Zusammenhang gelegentlich genannten freie Übersetzungen von Albert Girauds Pierrot lunaire durch Otto Erich Hartleben sind keine Rondeaus, sondern eine dem Rondel ähnliche 13-zeilige Form mit dem Schema ABxx xxAB xxxxA, wobei x für Reimwaisen und A bzw. B für identisch wiederholte Zeilen steht.

## Rondeau redoublé
Eine komplexe Sonderform des Rondeau ist das Rondeau redoublé („gedoppeltes Rondeau“, auch rondeau parfait „vollkommenes Rondeau“). Es besteht auf sechs Vierzeilern, also aus 24 Versen insgesamt mit zwei Reimen. Dabei erscheinen die Verse des ersten Vierzeilers als Schlussverse der folgenden vier Vierzeiler. Am Schluss des letzten Vierzeilers folgt das rentrement. Das Reimschema ist also:
[ABA'B' babA abaB babA' abaB' babaR]
Beispiele der durchweg seltenen Form finden sich in der französischen Dichtung bei Thomas Sébillet, Clément Marot, Antoinette Deshoulières, Jean de La Fontaine und Théodore de Banville. Als Beispiel Rondeau redoublé von La Fontaine:
| Qu’un vain scrupule à ma flamme s’oppose, Je ne le puis souffrir aucunement, Bien que chacun en murmure et nous glose ; Et c’est assez pour perdre votre amant. Si j’avois bruit de mauvais garnement, Vous me pourriez bannir à juste cause ; Ne rayant point, c’est sans nul fondement Qu’un vain scrupule à ma flamme s’oppose. Que vous m’aimiez c’est pour moi lettre close ; Voire on diroit que quelque changement À m’alléguer ces raisons vous dispose : Je ne le puis souffrir aucunement. Bien moins pourrois vous cacher mon tourment. N’ayant pas mis au contract cette clause ; Toujours ferai l’amour ouvertement, Bien que chacun en murmure et nous glose. Ainsi s’aimer est plus doux qu’eau de rose ; Souffrez-le donc, Phyllis ; car autrement. Loin de vos yeux je vais faire une pose ; Et c’est assez pour perdre votre amant. Pourriez-vous voir ce triste éloignement ? De vos faveurs doublez plutôt la dose. Amour ne veut tant de raisonnement : Ce point d’honneur, ma foi, n’est autre chose Qu’un vain scrupule. | A B A' B' b a b A a b a B b a b A' a b a B' b a b a R |

Im angelsächsischen Raum gibt es Beispiele bei Dorothy Parker (Rondeau Redoublé (And Scarcely Worth the Trouble, At That)) und Louis Untermeyer.